# 中村洋子
中村 洋子（なかむら ようこ、1946年 - ）は、日本の実業家及び社会事業者。神奈川県出身。サザビーリーグ創業者の鈴木陸三は兄にあたる。

## 経歴
- 1946年　神奈川県逗子市出生
- 1967年　関東学院大学短期大学部卒
- 1969年　株式会社キデイランド入社
- 1972年　株式会社サザビー入社
- 1977年　株式会社ノイエ入社
- 1978年　株式会社舶来屋入社
- 1984年　株式会社スズキヤ入社
- 1988年　株式会社スズキヤ代表取締役社長就任
- 1994年　社団法人全国スーパーマーケット協会理事就任
- 2001年　社団法人日本セルフ・サービス協会理事就任
- 2003年　社団法人日本セルフ・サービス協会副会長就任
- 2009年　社団法人全国スーパーマーケット協会常任理事就任
- 2009年　社団法人日本セルフ・サービス協会と社団法人全国スーパーマーケット協会合併し「新日本スーパーマーケット協会」となる。新日本スーパーマーケット協会常任理事に就任する。
- 2012年　藍綬褒章受章
- 2013年　新日本スーパーマーケット協会が『スーパーマーケット白書』を年刊で発行開始。
- 2017年　新日本スーパーマーケット協会副会長就任（現在に至る）
- 2018年　新日本スーパーマーケット協会が「一般社団法人全国スーパーマーケット協会」に名称変更。

## 親族
祖父はスズキヤ創業者の鈴木安治。父はスズキヤ初代代表取締役社長の鈴木雄二。長兄はスズキヤ第3代代表取締役社長や逗子市議会議長を務めた鈴木安之。次兄はスターバックスジャパン創業者の角田雄二。三兄はサザビーリーグ創業者でスズキヤ取締役会長を歴任し、兄とともにスターバックスジャパンの設立も行った鈴木陸三。

## テレビ番組
- カンブリア宮殿 独自商品でヒット連発！ 湘南生まれの地元密着スーパー（2021年3月18日、テレビ東京）- スズキヤ社長 中村洋子出演[2]。